# Roy O. Disney
Roy Oliver Disney (Chicago, 24 giugno 1893 – Burbank, 20 dicembre 1971) è stato un imprenditore statunitense, cofondatore, insieme a suo fratello minore Walt, della Walt Disney Company.

## Biografia
Terzo figlio di Elias Disney e Flora Call, nel 1906 Roy si trasferì con la famiglia in una fattoria a Marceline, quindi nel 1910 a Kansas City dove vivevano i fratelli Raymond e Herbert. Diplomatosi alla Manual Training High School nel 1912, Roy trovò lavoro come impiegato alla First National Bank. Roy servì nella United States Navy dal 1917 al 1919. Dopo aver contratto la tubercolosi, fu dimesso dal servizio militare e divenne banchiere a Los Angeles. Nel 1923 Roy si trasferì a Hollywood e fondò insieme a Walt la Disney Bros. Studio. Nel 1928 i fratelli ordinarono delle kit house alla Pacific Ready Cut Homes, e le fecero costruire fianco a fianco sulla Lyric Avenue.
Nel 1925 Roy sposò Edna Francis, con la quale il 10 gennaio 1930 ebbe il suo unico figlio, Roy E. Disney.
Mentre Walt si occupava del lato creativo dello studio, Roy si assicurava che la società fosse finanziariamente stabile. Walt acquistò la maggior parte delle azioni di Roy nel 1929, così che quest'ultimo non fu mai un co-produttore. Tuttavia, Roy era socio alla pari in tutte le sfaccettature della società di produzione. Roy divenne il primo amministratore delegato della società nel 1929, anche se il titolo ufficiale non gli fu dato fino al 1968. Egli condivise anche il ruolo di presidente del consiglio di amministrazione con Walt dal 1945. Walt tuttavia abbandonò il titolo nel 1960 in modo da potersi concentrare maggiormente sugli aspetti creativi della società.
Dopo la morte di Walt Disney nel 1966, Roy rinviò il suo ritiro per supervisionare la costruzione di quello che allora era conosciuto come Disney World, che in seguito ribattezzò Walt Disney World in omaggio a suo fratello. Roy fu presidente della Walt Disney Productions dal 15 dicembre 1966 al 1968, venendo succeduto da Donn Tatum. Dopo l'apertura del Walt Disney World nell'ottobre del 1971, Roy andò in pensione lasciando a Tatum anche le mansioni di amministratore delegato e presidente del consiglio di amministrazione. Il 20 dicembre dello stesso anno, all'età di 78 anni, morì per una emorragia cerebrale. È sepolto presso il Forest Lawn Memorial Park (Hollywood Hills).